# Зіп і Бонг
«Зіп і Бонг» (англ. Zip and bong; також відома як «зіп-бонг») — динамічна автомобільна гра або гра для вечірки, яка вимагає мінімальних навичок і жодних аксесуарів. З'явившись на початку ХХІ століття, він широко поширений по всій території Сполучених Штатів, з документально підтвердженою практикою на східному та західному узбережжях, а також на Середньому Заході та Півдні, переважно в коледжах та молодіжних громадах.

## Правила та гра
У цю гру можуть грати троє (і до певної міри двоє) або більше гравців, і вона полягає в тому, що учасники (якщо їх багато, то вони сидять у колі) «передають» слово «блискавка» людині, яка сидить праворуч від них, згорнувши губи над зубами. Той, хто сидить праворуч, повинен зробити те ж саме і так далі. Якщо хтось із учасників хоче змінити хід гри, він або вона повинні сказати слово «кальян» замість «блискавка», змінивши напрямок гри.
Слово «бонг» виконує одну з двох функцій, залежно від того, як грають у гру. Перша (і, ймовірно, більш поширена) функція просто використовує bong для зміни напрямку гри. У другій — «зіп» означає рух за годинниковою стрілкою, а «бонг» — проти годинникової стрілки, таким чином, обидва слова — «зіп» і «бонг» — можуть змінювати напрямок руху. У будь-якому випадку, використання слів може призвести до ефективного обмеження гри між двома гравцями, доки один з них не вирішить не змінювати напрямок потоку.
Мета «зіп і бонга» — залишатися у грі. Це досягається тим, що ніхто не показує зуби і не пропускає своєї черги (що може бути складно в малих групах, які використовують слово «реверсія»).
Гра може бути складною, оскільки її абсурдність легко викликає сміх, що може призвести до оголення зубів.